# 섬단풍나무
섬단풍나무(Acer takesimense)는 전라남도 완도와 대흑산도, 경상북도 울릉도의 산림 속에 자라는 낙엽소교목이다. 잎은 손바닥 모양의 원형이며 심장형으로 11-13갈래이다. 가장자리에 붉은빛이 돌고 뒷면은 연한 색이고, 양 면에 털이 없으나 뒷면 맥에는 털이 있다. 꽃은 암수한그루이고 웅성 또는 양성화로 가지 끝에 산방꽃차례로 달린다. 열매는 시과이며, 목재는 신탄재로 쓰인다.